# Клапрот (лунный кратер)
Кратер Клапрот (лат. Klaproth) — огромный древний ударный кратер в юго-западной материковой части видимой стороны Луны. Название присвоено в честь немецкого химика Мартина Генриха Клапрота (1743—1817) и утверждено Международным астрономическим союзом в 1935 г. Образование кратера относится к донектарскому периоду.

## Описание кратера
Ближайшими соседями кратера Клапрот являются кратер Уилсон на западе; кратер Бланкан на севере-северо-востоке; кратер Грюмбергер на северо-востоке; кратер Морет на востоке; кратер Шорт на юго-востоке и кратер Казати, частично перекрывающий юго-западную часть кратера Клапрот. Селенографические координаты центра кратера 69°51′ ю. ш. 26°16′ з. д. / 69,85° ю. ш. 26,26° з. д., диаметр 121,4 км, глубина 2,77 км.
Кратер Клапрот имеет полигональную форму и значительно разрушен за длительное время своего существования. Вал кратера сглажен и переформирован, в западной части перекрыт тремя крупными кратерами, в том числе сателлитными кратерами Клапрот G и Клапрот H (см. ниже). Высота вала над окружающей местностью достигает 1590 м, объем кратера составляет приблизительно 14 800 км3. Дно чаши выровнено лавой, испещрено множеством мелких кратеров. В северной части чаши видны останки нескольких крупных кратеров.

## Сателлитные кратеры

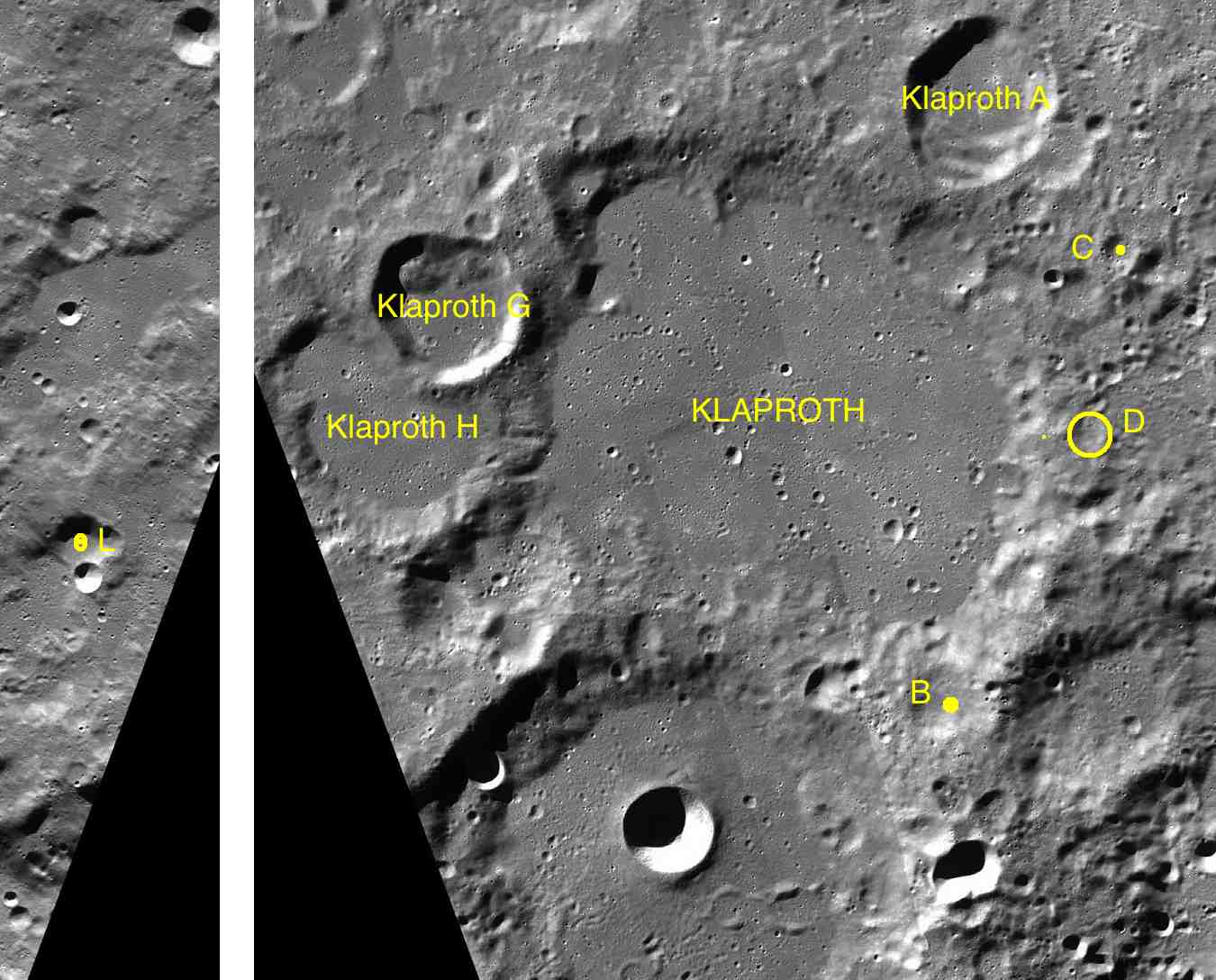
Фрагменты карт LAC-136, LAC-137.

| Клапрот | Координаты                                            | Диаметр, км |
| ------- | ----------------------------------------------------- | ----------- |
| A       | 68°12′ ю. ш. 21°54′ з. д. / 68,2° ю. ш. 21,9° з. д.   | 34,9        |
| B       | 71°53′ ю. ш. 24°11′ з. д. / 71,89° ю. ш. 24,18° з. д. | 15,5        |
| C       | 69°13′ ю. ш. 19°43′ з. д. / 69,22° ю. ш. 19,71° з. д. | 5,9         |
| D       | 70°21′ ю. ш. 20°44′ з. д. / 70,35° ю. ш. 20,73° з. д. | 7,7         |
| G       | 68°41′ ю. ш. 31°31′ з. д. / 68,69° ю. ш. 31,51° з. д. | 30,7        |
| H       | 69°14′ ю. ш. 33°10′ з. д. / 69,23° ю. ш. 33,16° з. д. | 49,3        |
| L       | 70°07′ ю. ш. 36°55′ з. д. / 70,12° ю. ш. 36,92° з. д. | 10,2        |

## См.также
- Список кратеров на Луне
- Лунный кратер
- Морфологический каталог кратеров Луны
- Планетная номенклатура
- Селенография
- Минералогия Луны
- Геология Луны
- Поздняя тяжёлая бомбардировка